# Астарот
Астарот (Астерот, Асторет) је према западној демонологији, један је од најстаријих демона у демонској хијерархији.
Познат је и по имену Астарте, које је у латинском преводу Библије (Вулгате) настало од имена Астарте (једнина) и Астарот (множина).. 
Најдетаљнији опис појаве Астарота садржан је у Лемегетону, где је демон описан као ружни анђео који седи на пакленом змају, у десној руци држи додатак и шири одвратан штетан задах. На илустрацији која је приложена опису демона, Астарот је приказан као мршави голи човек (хвата змију у леву руку), с гавранобим крилима, пернатим рукама и ногама, а на ногама су чизме на закренутој врпци. На глави су му два кружна рога, на левој руци демона је гавран, управо на ову птице и сам демон подсећа.
У "Светој магији Абрамелина", Астарот је један од осам принчева подређеним четири врхунска зла духа: Луциферу, Левијатану, сотони, Белијалу. У његовој личној служби има тридесет и два духа, а педесет и три истовремено су му подређени и Асмодеј.
У Лемегетону Астарот је описан као моћни војвода, „који даје истинске одговоре о стварима које се тичу садашњости, прошлости и будућности“. Такође, "говори о паду анђела и објашњава разлоге свог властитог пада" и може научити људе свим слободним наукама. Под његовом командом, према Лемегетону, налази се четрдесет легија духова. " 
У касној Кабали, Астарот (или Тартхак [3]) је такође демон околине и планете Меркура. Противник је печата Саломона (хексаграм), око којег је написана реч Јахве, као и име анђела Рафила. Астарот је четврти од десет архидемона. Осигурава заштиту јаких.
У хијерархији Де Праестигиус Даемонум, И. Виера Астарот је главни благајник пакла.
Према Баретовој класификацији (види хришћанску демонологију), Астаротх је принц демона осмог ранга, "тужилаца и шпијуна".
У "Гримоару папе Хонорија" (1629) Астарот је демон среде.
У народној књизи о др Фаусту (1587.) Астарот је именован међу седам главних духова пакла који је на његов захтев посетио чувеног чаробњака.
Астарот се појавио у облику змаја и тако ушао право на реп. Ноге није имао, реп је био обојен попут гуштера, трбух је био дебео, испред су биле две кратке шапе, потпуно жуте, а трбух је жуто-беле, леђа су смеђа као кестени, на њему су биле оштре иглице и чекиње у прсту као јеж. " 

## Легенда
Према Припадној историји егзорциста Себастијана Михајлеса, Астарот је принц чина престола. Л.Спенс у „Енциклопедији окултизма“ назива је Серафима), нагиње људе на беспосленост, лењост и овоземаљску буку, а такође подиже њихову испразност. Његов небески противник је св. Вартоломеј.
Астарот је демон који је често умешан у епидемије опсесије. 
1. ↑  Authorized King James Version
2. ↑  http://www.esotericarchives.com/solomon/weyer.htm#par28%7Ctitle=Johann Weyer, Pseudomonarchia Daemonum